# YouTube Music Awards
Il YouTube Music Awards, abbreviato in YTMA, è stato un evento musicale presentato da YouTube nel 2013.
La particolarità di questo premio è che i vincitori sono stati scelti dagli utenti dei social network. L'evento è stato diretto da Spike Jonze ed è stato presentato da Jason Schwartzman e Reggie Watts.

## Spettacoli in diretta e Streaming
L'evento conteneva diverse performance provenienti da grandi star musicali come Lady Gaga, Eminem, Arcade Fire, e Avicii. Inoltre è stato trasmesso in diretta su Youtube.
- Lady Gaga - Dope
- Eminem - Rap God

## Candidati

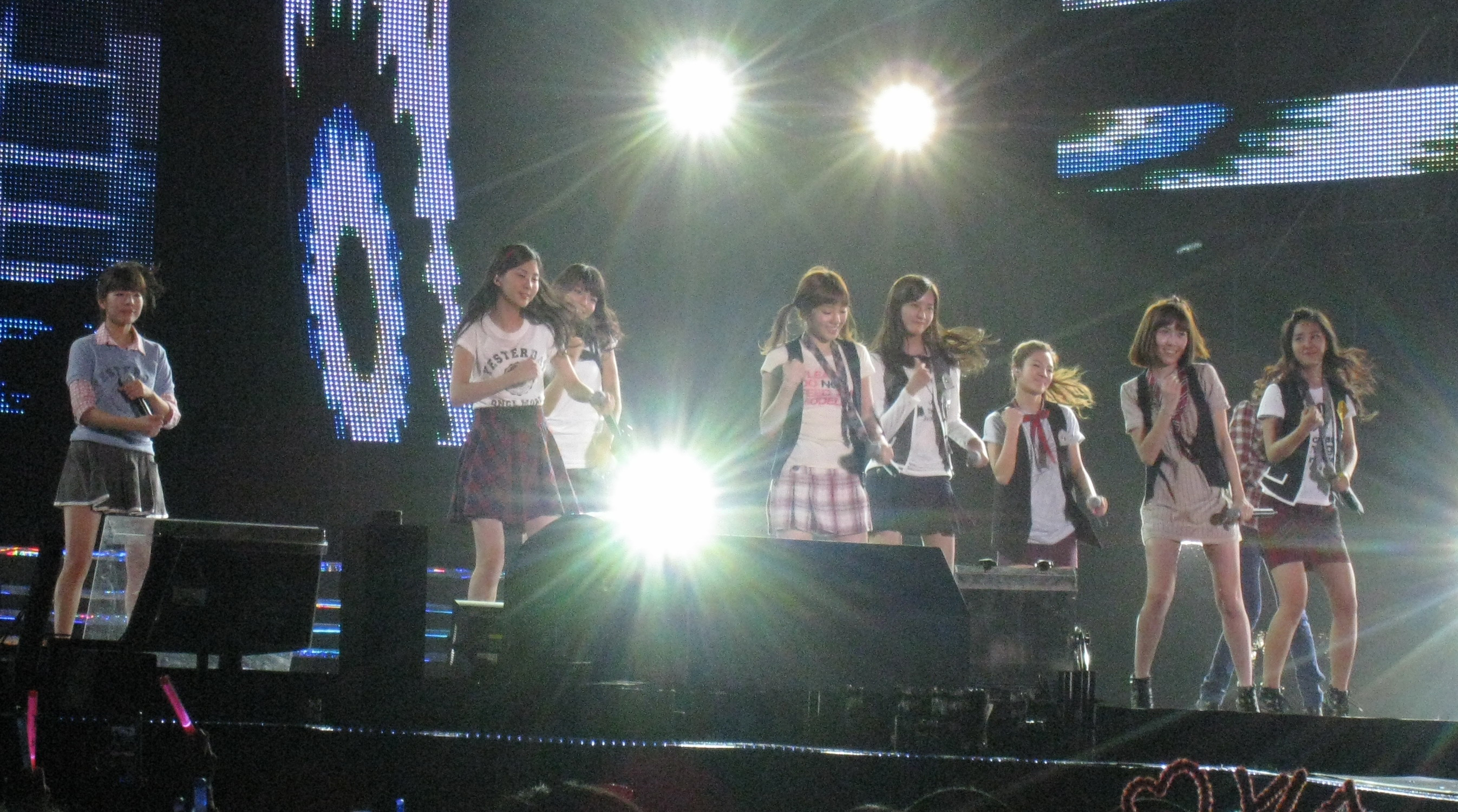
Girls' Generations' "I Got a Boy" vince il "Video dell'Anno".

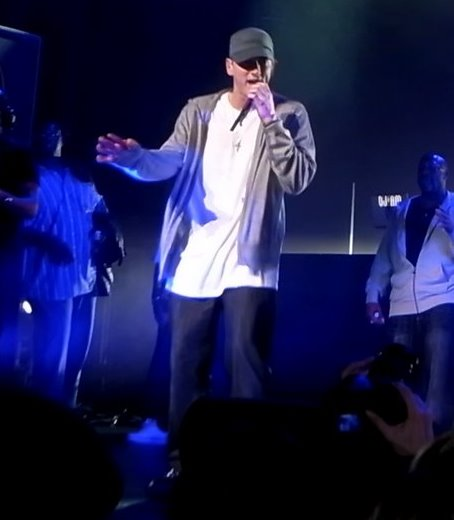
Eminem vince "l'artista dell'anno", e canta "Rap God" che chiude l'evento.

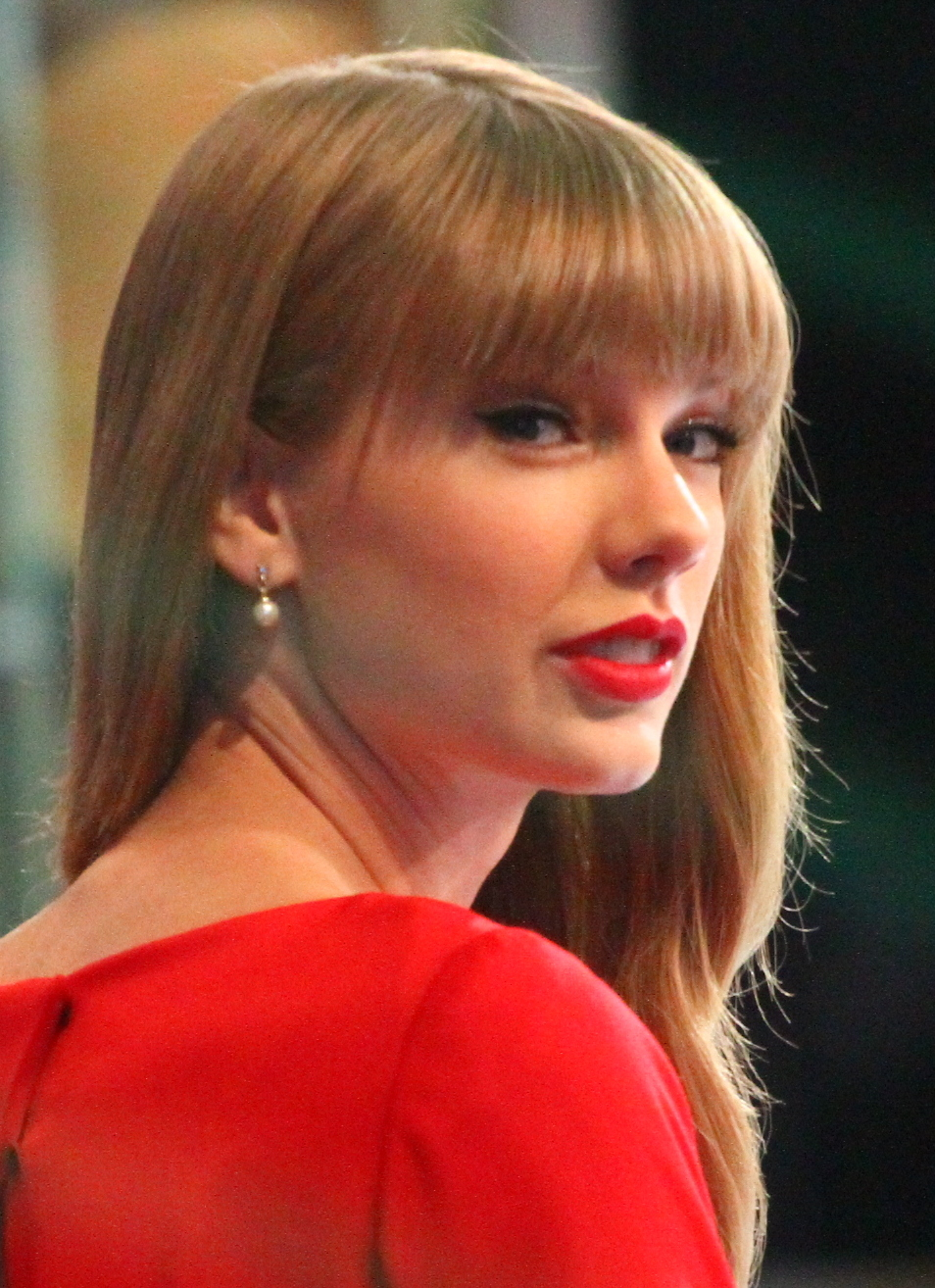
Taylor Swift "I Knew You Were Trouble" vince "Fenomeno Youtube"

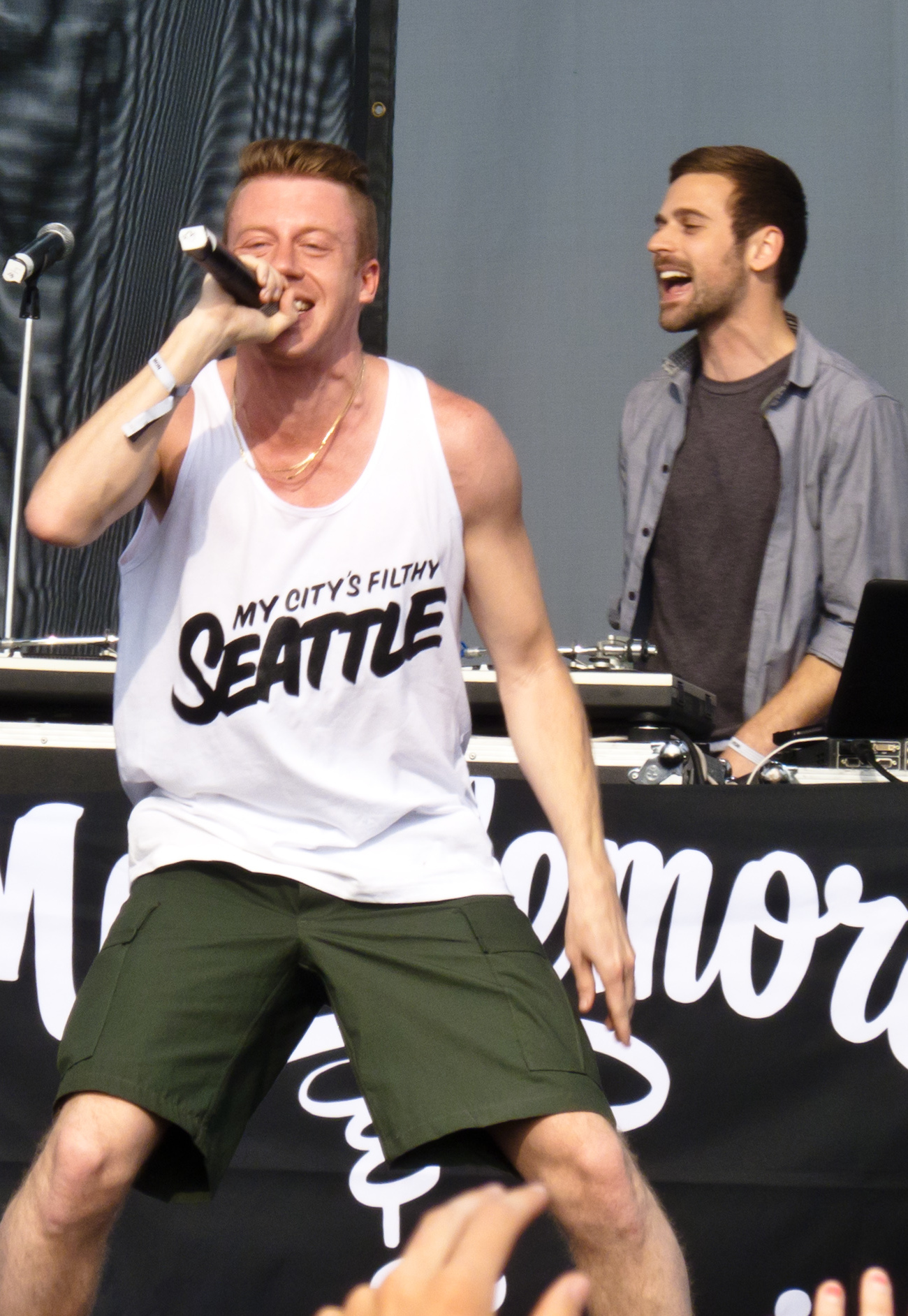
Macklemore & Ryan Lewis vince "YouTube Breakthrough"

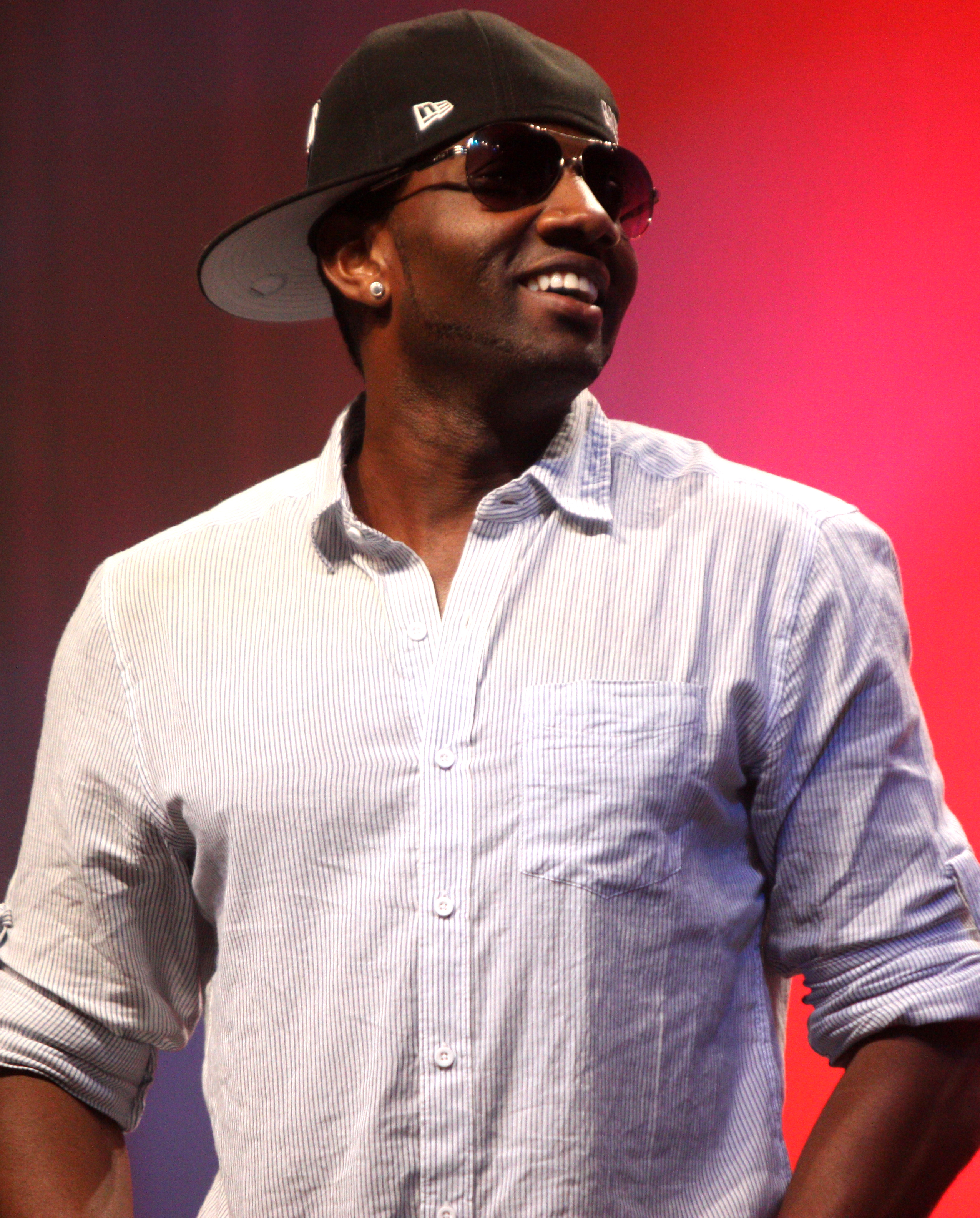
DeStorm Power, vincitore di "Innovazione dell'anno"

Lunedì, 21 ottobre, 2013 YouTube annuncia i candidati per le sei categorie del primo Youtube Music Awards. I candidati sono basati su le visualizzazioni, i commenti e le iscrizioni da settembre 2012.

### Video dell'Anno
Video dell'anno riconosce il video che ha ricevuto visualizzazioni, condivisioni, e commenti.
- Demi Lovato — "Heart Attack" - Video
- Epic Rap Battles of History — "Barack Obama vs Mitt Romney" - Video
- Girls' Generation — "I Got a Boy" - Video
- Justin Bieber ft. Nicki Minaj — "Beauty and a Beat" - Video
- Lady Gaga — "Applause" - Video
- Macklemore & Ryan Lewis ft. Mary Lambert — "Same Love" Video
- Miley Cyrus — "We Can't Stop" - Video
- One Direction — "Best Song Ever" - Video
- Psy - "Gentleman" - Video
- Selena Gomez — "Come & Get It" - Video

### Artist of the Year
Artista dell'anno riconosce il più guardato, condiviso e degli iscritti al canale dell'artista.
- Eminem
- Epic Rap Battles of History
- Justin Bieber
- Katy Perry
- Macklemore & Ryan Lewis
- Nicki Minaj
- One Direction
- Psy
- Rihanna
- Taylor Swift

### Risposta dell'anno
Risposta dell'anno riconosce la miglior cover o parodia, basata sulle visualizzazioni, commenti e iscrizioni.
- Boyce Avenue (feat. Fifth Harmony) - "Mirrors" - Video
- Jayesslee - "Gangnam Style" - Video
- Lindsey Stirling and Pentatonix - "Radioactive (Imagine Dragons)" - Video
- ThePianoGuys - "Titanium / Pavane" - Video
- Walk Off the Earth (feat. KRNFX) - "I Knew You Were Trouble" - Video

### Fenomeno Youtube
Riconosce il video che ha generato maggior fan del video.
- "Diamonds"
- "Gangnam Style "
- "Harlem Shake"
- "I Knew You Were Trouble"
- "Thrift Shop"

### YouTube Breakthrough
Riconosce l'artista con la maggior crescita in visualizzazione e iscrizioni al canale dell'artista.
- Kendrick Lamar
- Macklemore & Ryan Lewis
- Naughty Boy
- Passenger
- Rudimental

### Innovazione dell'anno
Video creativo che ha ricevuto più visualizzazioni, commenti e condivisioni.
- Anamanaguchi - "Endless Fantasy" - Video
- Atoms For Peace - "Ingénue" - Video
- Bat For Lashes - "Lilies" - Video
- DeStorm - "See Me Standing" - Video
- Toro Y Moi - "Say That" - Video